# Coelotanypus mendax
Coelotanypus mendax är en tvåvingeart som först beskrevs av Lynch Arribalzaga 1893.  Coelotanypus mendax ingår i släktet Coelotanypus och familjen fjädermyggor. Inga underarter finns listade i Catalogue of Life.